# Aloinella
Aloinella là một chi rêu trong họ Pottiaceae.